# Hadera
Hadera (héber: חֲדֵרָה, arab: الخضيرة) város Izrael nyugati részén, a Földközi-tenger partjának közelében, Tel-Avivtól kb. 45 km-re északra. Lakossága közel 92 ezer fő volt 2013-ban.
1890-ben alapították egy Lettországból és Litvániából származó cionista csoport tagjai. Ma lakosainak jelentős része Etiópiából és az egykori Szovjetunióból származik.
A város mellett a világ egyik legnagyobb tengervíz-sótalanító üzeme, továbbá az Orot Rabin erőmű működik.
Az innen pár km-re északra fekvő Cézáreából jelentős romok maradtak meg a római korból.

## Népesség

### Népességének változása
| Lakosok száma | 11 811 | 23 000 | 28 900 | 31 500 | 37 800 | 41 600 | 63 720 | 74 900 | 82 500 | 100 630 |
|               | 1948   | 1956   | 1964   | 1971   | 1979   | 1988   | 1996   | 2003   | 2011   | 2021    |

## Nevezetes szülöttek
- Sarit Hadad, (* 1978) izraeli énekes
- Revital Swid, (* 1967), izraeli politikus

## Fordítás
- Ez a szócikk részben vagy egészben  a   Hadera című angol Wikipédia-szócikk fordításán alapul.  Az eredeti cikk szerkesztőit annak laptörténete sorolja fel. Ez a jelzés csupán a megfogalmazás eredetét és a szerzői jogokat jelzi, nem szolgál a cikkben szereplő információk forrásmegjelöléseként.